# Chase Lucas
Chase Lucas (Chandler, 4 marzo 1997) è un giocatore di football americano statunitense che milita nel ruolo di cornerback per i Detroit Lions della National Football League (NFL).

## Carriera

### Detroit Lions
Lucas al college giocò a football ad Arizona State. Fu scelto nel corso del settimo giro (237º assoluto) nel Draft NFL 2022 dai Detroit Lions. Nella sua stagione da rookie disputò 6 partite partite, nessuna delle quali come titolare, mettendo a segno 3 tackle. Il 10 dicembre 2022 fu inserito in lista infortunati.

### San Francisco 49ers
Il 18 marzo 2024 Lucas firmò un contratto di un anno con i San Francisco 49ers. Fu svincolato il 27 agosto dopo di che rifirmò con la squadra di allenamento.